# Stráně Hlubokého dolu
Přírodní památka Stráně Hlubokého dolu byla vyhlášena roku 2001 a nachází se u obce Tupadly v okrese Mělník ve Středočeském kraji. Chráněné území je v péči Agentura ochrany přírody a krajiny ČR – regionálního pracoviště Správa Chráněné krajinné oblasti Kokořínsko – Máchův kraj.

## Předmět ochrany
Předmětem ochrany je xerotermní lokalita na hranách skal s výskytem vzácných a ohrožených společenstev organismů.

### Popis oblasti
Ze vzácných a chráněných rostlin rostou v oblasti mj. koniklec luční český (Pulsatilla pratensis subsp. bohemica), kosatec bezlistý (Iris aphylla), třemdava bílá (Dictamnus albus), zvonek boloňský (Campanula bononiensis), kavyl Ivanův (Stipa pennata) či svízel sivý (Galium glaucum). Ze vzácnějších druhů dřevin roste v oblasti např. hrušeň plavá, jeřáb břek (Sorbus torminalis) či jalovec obecný (Juniperus communis). Zvířena byla prozkoumána v území pouze orientačně, zajímavý je ale výskyt některých vzácných druhů pavouků.

## Fotogalerie

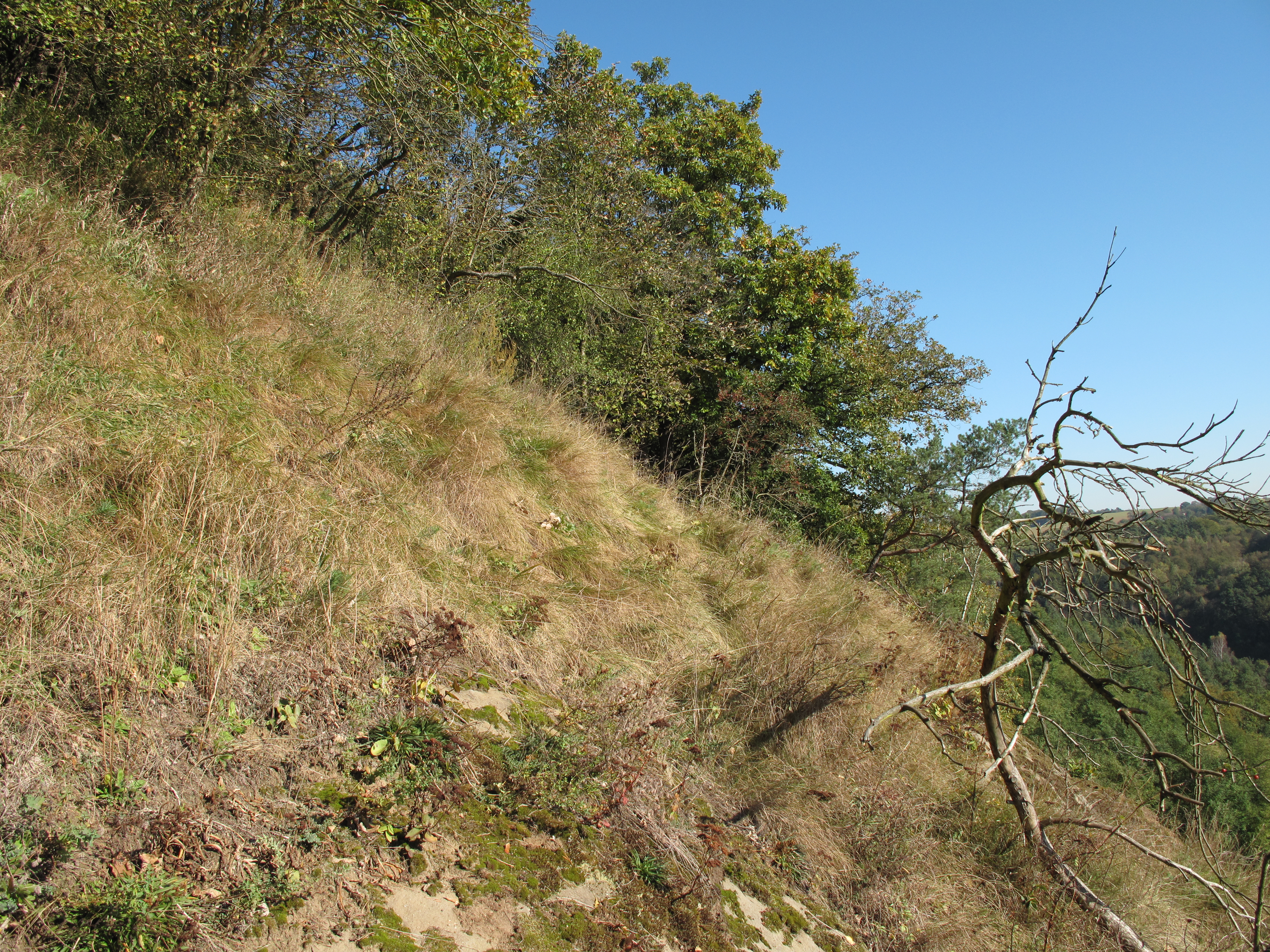
Svah nad skalami
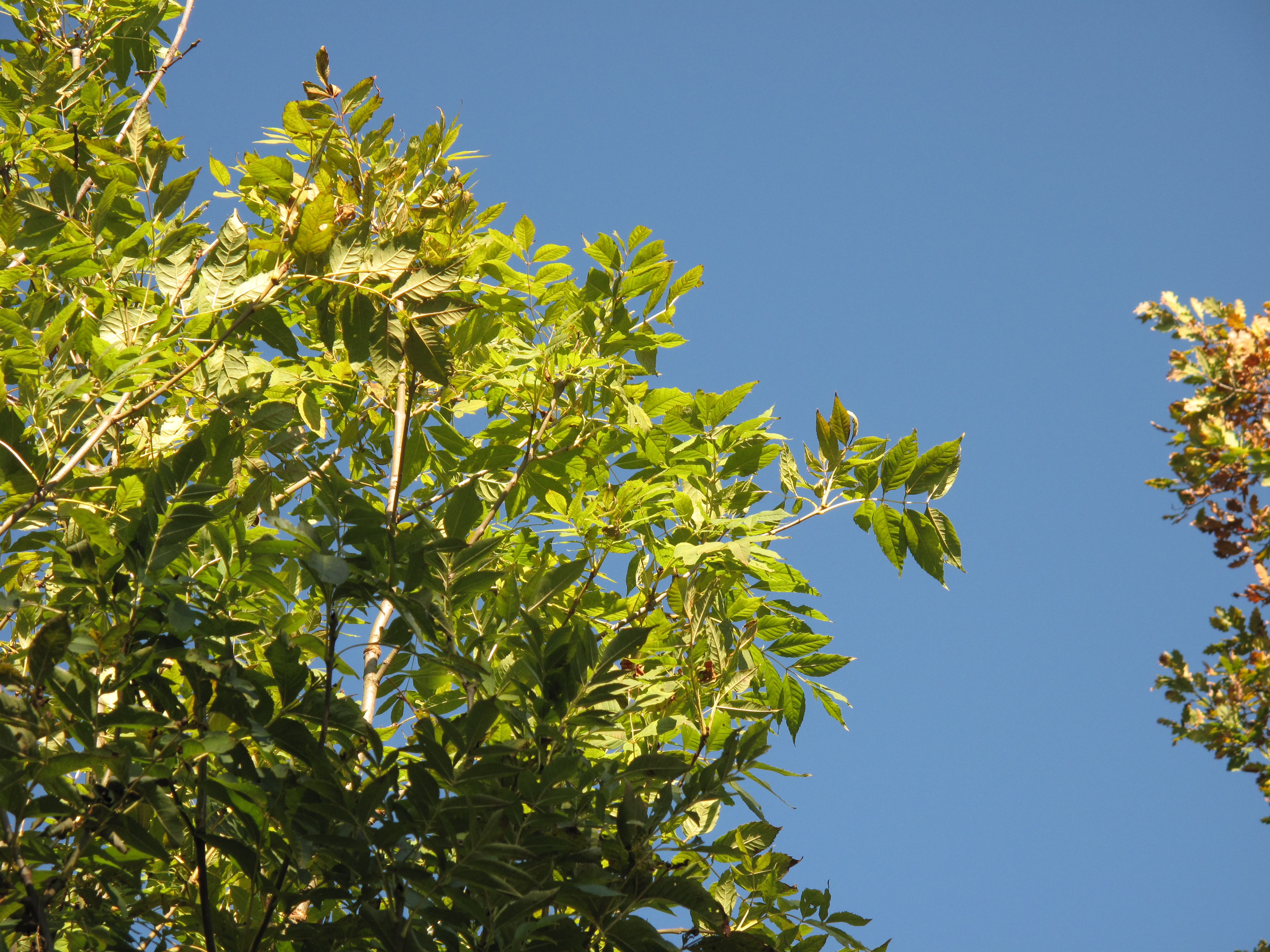
Jasan ztepilý
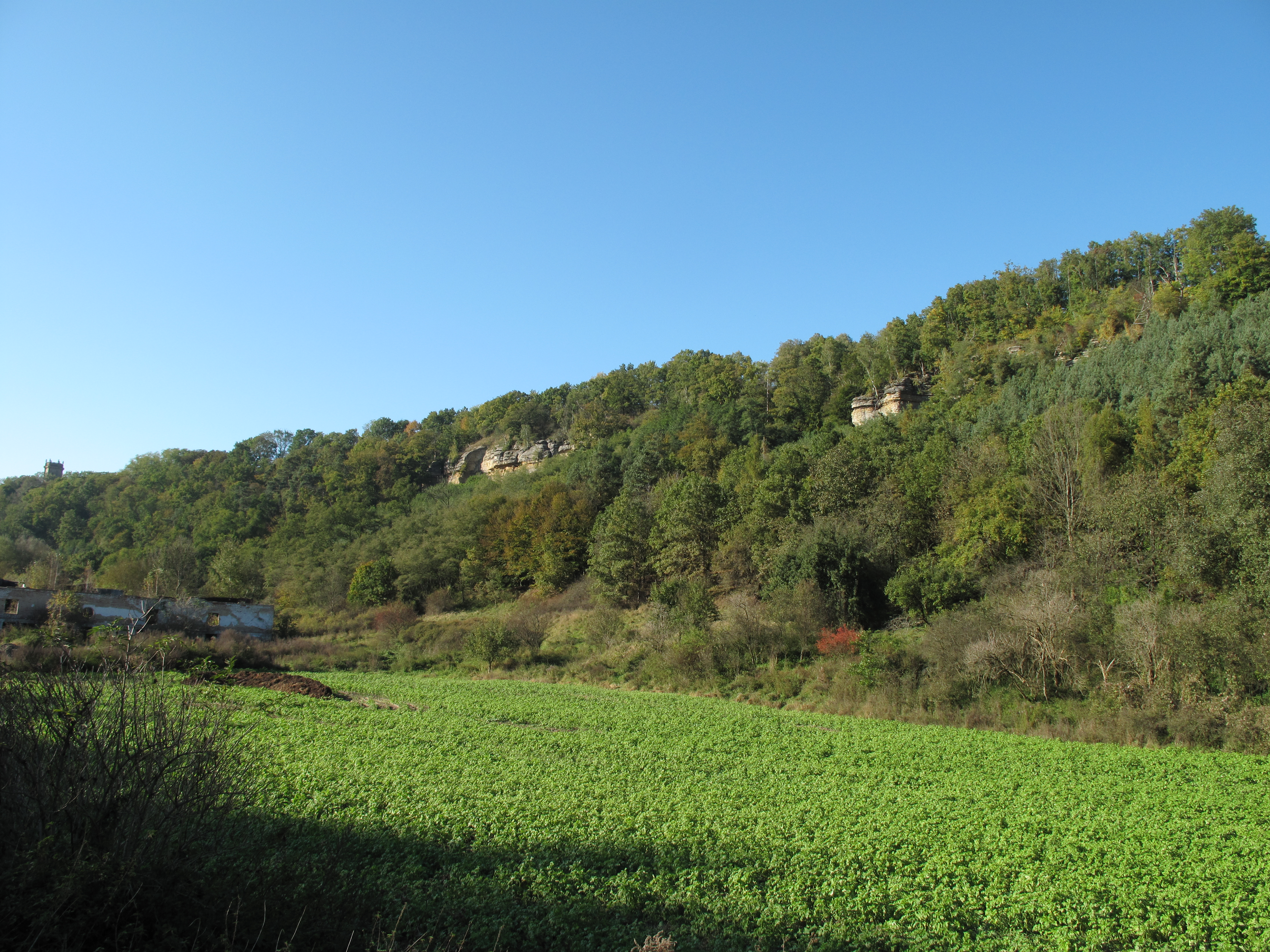
Celkový pohled od jihu
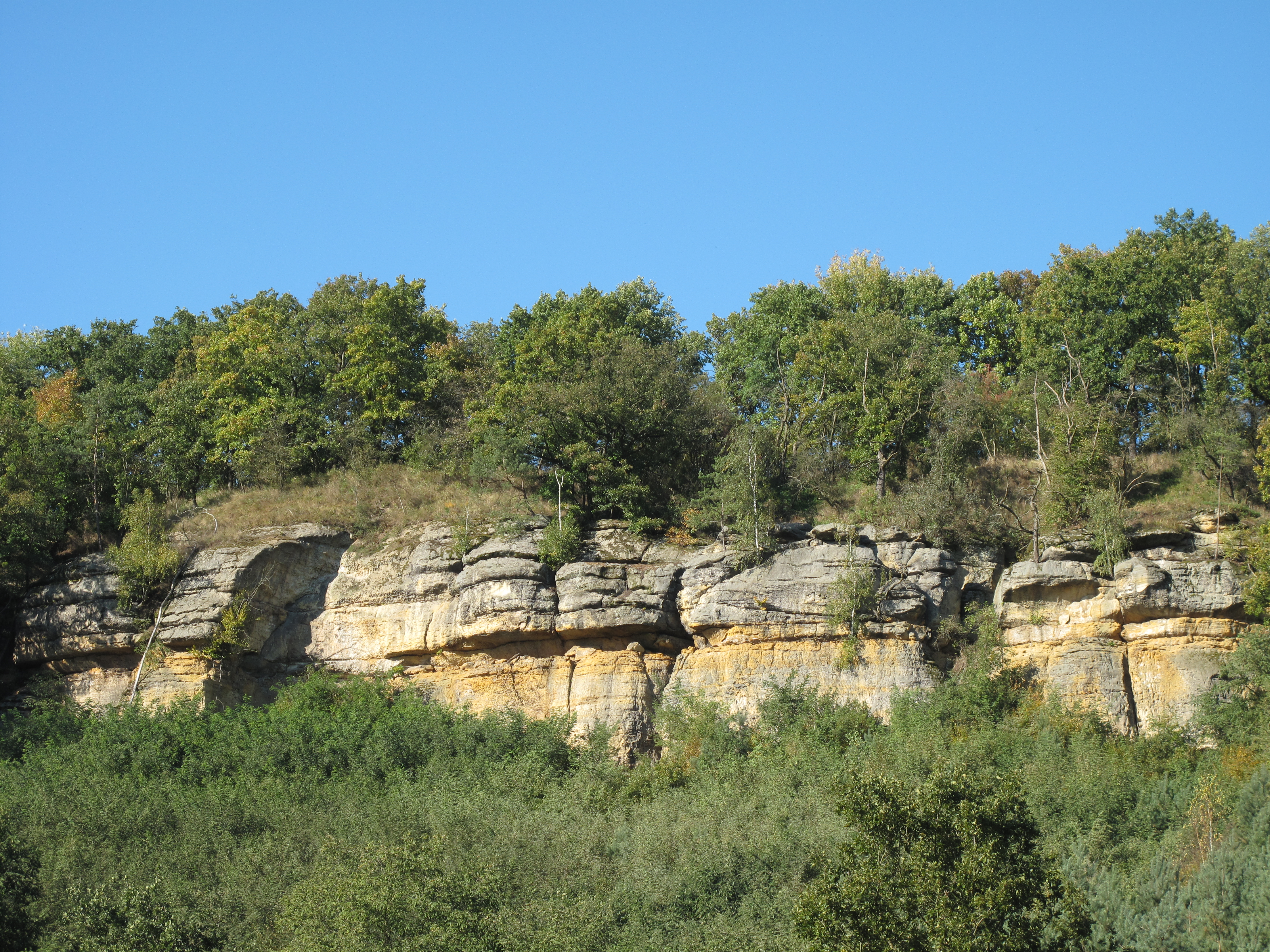
Skalní stěny